# Egzaminy zewnętrzne w Polsce
Egzaminy zewnętrzne w Polsce – system egzaminów zewnętrznych wprowadzany w Polsce sukcesywnie od roku 2017.
Egzaminy przeprowadzane są na zakończenie każdego szczebla edukacji. Części pisemne tych egzaminów są oceniane przez egzaminatorów zewnętrznych zatrudnianych przez okręgowe komisje egzaminacyjne.
- Szkoła podstawowa
  - trzyczęściowy (do roku szkolnego 2022/2023 włącznie) egzamin ósmoklasisty przeprowadzany w formie pisemnej w ostatnim roku nauki (w klasie VIII)
- Szkoły ponadpodstawowe
  - egzamin maturalny przeprowadzany dla absolwentów szkół ponadgimnzjalnych: liceów ogólnokształcących, liceów dla dorosłych, liceów profilowanych, techników, dawnych uzupełniających liceów ogólnokształcących i techników uzupełniających, przeprowadzany w ostatnich klasach tych szkół
  - egzamin zawodowy przeprowadzany dla absolwentów szkół ponadpodstawowych: szkół branżowych, techników, szkół policealnych.

Ponadto w szkołach dla dorosłych przeprowadza się egzamin eksternistyczny.